# Hrabstwo Tallapoosa
Tallapoosa – hrabstwo w stanie Alabama w USA. Populacja liczy 41 475 mieszkańców (stan według spisu z 2000 roku).
Powierzchnia hrabstwa to 1985 km². Gęstość zaludnienia wynosi 11 osób/km².

## Miejscowości
- Alexander City
- Camp Hill
- Daviston
- Dadeville
- Goldville
- Jackson’s Gap
- New Site
- Tallassee

## CDP
- Hackneyville
- Our Town
- Reeltown